# Springfield (Dakota Południowa)
Springfield – miasto w Stanach Zjednoczonych, w stanie Dakota Południowa, w hrabstwie Bon Homme.